# Torneo Metropolitano de Rugby Región Lima 2023
El Torneo Metropolitano de Rugby de Lima de 2023 fue la vigésima quinta edición del principal torneo de rugby organizado por la Federación Peruana de Rugby.
El evento se desarrolló en las canchas de rugby del Complejo Deportivo Villa María del Triunfo y el Fundo La Querencia.

## XVs Masculino - Primera División

### Apertura

#### Clasificación
Actualizado a últimos partidos disputados el 1 de octubre de 2023 
| Pos. | Equipos       | Encuentros | Encuentros | Encuentros | Encuentros | Tantos | Tantos | Tantos | PB | PB | Puntos |
| Pos. | Equipos       | PJ         | PG         | PE         | PP         | F      | C      | Dif    | BO | BD | Puntos |
| ---- | ------------- | ---------- | ---------- | ---------- | ---------- | ------ | ------ | ------ | -- | -- | ------ |
| 1.º  | Navy Warriors | 5          | 5          | 0          | 0          | 232    | 53     | 179    | 5  | 0  | 25     |
| 2.º  | Lima          | 5          | 5          | 0          | 0          | 183    | 90     | 93     | 5  | 0  | 25     |
| 3.º  | Flaming Lions | 5          | 3          | 0          | 2          | 177    | 95     | 82     | 3  | 0  | 15     |
| 4.º  | Leones        | 5          | 2          | 0          | 3          | 206    | 180    | 26     | 2  | 0  | 10     |
| 5.º  | Alumni        | 6          | 2          | 0          | 4          | 142    | 180    | -38    | 2  | 0  | 8      |
| 6.º  | Blue Sharks   | 5          | 1          | 0          | 4          | 165    | 166    | -1     | 1  | 2  | 7      |
| 7.º  | Blues         | 5          | 0          | 0          | 5          | 19     | 314    | -295   | 0  | 0  | 0      |

Nota: Se otorgan 4 puntos al equipo que gane un partido, 2 al que empate y 0 al que pierda
Puntos Bonus: 1 punto por convertir 4 tries o más en un partido y 1 al equipo que pierda por no más de 7 tantos de diferencia

#### Resultados
| Fecha 1     | Fecha 1    | Fecha 1       | Fecha 1    |
| 20 de mayo  | 20 de mayo | 20 de mayo    | 20 de mayo |
| Local       | Resultado  | Visitante     |            |
| ----------- | ---------- | ------------- | ---------- |
| Blue Sharks | 14 - 32    | Flaming Lions |            |
| Alumni      | 0 - 28     | Navy Warriors |            |
| Blues       | 5 - 41     | Lima          |            |

| Fecha 2       | Fecha 2    | Fecha 2    | Fecha 2    |
| 27 de mayo    | 27 de mayo | 27 de mayo | 27 de mayo |
| Local         | Resultado  | Visitante  |            |
| ------------- | ---------- | ---------- | ---------- |
| Flaming Lions | 61 - 0     | Leones     |            |
| Blue Sharks   | 34 - 32    | Lima       |            |
| Alumni        | 45 - 0     | Blues      |            |

| Fecha 3       | Fecha 3     | Fecha 3       | Fecha 3     |
| 10 de junio   | 10 de junio | 10 de junio   | 10 de junio |
| Local         | Resultado   | Visitante     |             |
| ------------- | ----------- | ------------- | ----------- |
| Lima          | 34 - 22     | Flaming Lions |             |
| Navy Warriors | 49 - 12     | Leones        |             |
| Blue Sharks   | 33 - 35     | Alumni        |             |

| Fecha 4       | Fecha 4    | Fecha 4     | Fecha 4    |
| 8 de julio    | 8 de julio | 8 de julio  | 8 de julio |
| Local         | Resultado  | Visitante   |            |
| ------------- | ---------- | ----------- | ---------- |
| Navy Warriors | 54 - 22    | Blue Sharks |            |
| Lima          | 28 - 0     | Alumni      |            |
| Blues         | 7 - 94     | Leones      |            |

| Fecha 5       | Fecha 5     | Fecha 5       | Fecha 5     |
| 15 de julio   | 15 de julio | 15 de julio   | 15 de julio |
| Local         | Resultado   | Visitante     |             |
| ------------- | ----------- | ------------- | ----------- |
| Alumni        | 12 - 71     | Leones        |             |
| Blues         | 7 - 62      | Blue Sharks   |             |
| Navy Warriors | 27 - 19     | Flaming Lions |             |

| Fecha 6      | Fecha 6      | Fecha 6       | Fecha 6      |
| 12 de agosto | 12 de agosto | 12 de agosto  | 12 de agosto |
| Local        | Resultado    | Visitante     |              |
| ------------ | ------------ | ------------- | ------------ |
| Blue Sharks  | 33 - 50      | Leones        |              |
| Blues        | 5 - 115      | Flaming Lions |              |
| Lima         | 12 - 21      | Navy Warriors |              |

| Navy Warriors    |
| Campeón Apertura |

### Clausura

#### Clasificación
Actualizado a últimos partidos disputados el 4 de diciembre de 2023 
| Pos. | Equipos       | Encuentros | Encuentros | Encuentros | Encuentros | Tantos | Tantos | Tantos | PB | PB | Puntos |
| Pos. | Equipos       | PJ         | PG         | PE         | PP         | F      | C      | Dif    | BO | BD | Puntos |
| ---- | ------------- | ---------- | ---------- | ---------- | ---------- | ------ | ------ | ------ | -- | -- | ------ |
| 1.º  | Navy Warriors | 5          | 5          | 0          | 0          | 198    | 62     | 136    | 5  | 0  | 25     |
| 2.º  | Flaming Lions | 5          | 4          | 0          | 1          | 293    | 76     | 217    | 4  | 0  | 20     |
| 3.º  | Lima          | 5          | 2          | 0          | 3          | 183    | 145    | 38     | 2  | 1  | 11     |
| 4.º  | Blue Sharks   | 5          | 2          | 0          | 3          | 139    | 191    | -52    | 2  | 1  | 11     |
| 5.º  | Leones        | 5          | 2          | 0          | 3          | 135    | 215    | -80    | 2  | 0  | 10     |
| 6.º  | Alumni        | 5          | 0          | 0          | 5          | 34     | 297    | -263   | 0  | 0  | 0      |

Nota: Se otorgan 4 puntos al equipo que gane un partido, 2 al que empate y 0 al que pierda
Puntos Bonus: 1 punto por convertir 4 tries o más en un partido y 1 al equipo que pierda por no más de 7 tantos de diferencia

#### Resultados
| Fecha 1             | Fecha 1             | Fecha 1             | Fecha 1             |
| 2 y 3 de septiembre | 2 y 3 de septiembre | 2 y 3 de septiembre | 2 y 3 de septiembre |
| Local               | Resultado           | Visitante           |                     |
| ------------------- | ------------------- | ------------------- | ------------------- |
| Navy Warriors       | 42 - 12             | Blue Sharks         |                     |
| Flaming Lions       | 48 - 19             | Lima                |                     |
| Leones              | 70 - 17             | Alumni              |                     |

| Fecha 2              | Fecha 2              | Fecha 2              | Fecha 2              |
| 9 y 10 de septiembre | 9 y 10 de septiembre | 9 y 10 de septiembre | 9 y 10 de septiembre |
| Local                | Resultado            | Visitante            |                      |
| -------------------- | -------------------- | -------------------- | -------------------- |
| Blue Sharks          | 46 - 41              | Lima                 |                      |
| Flaming Lions        | 71 - 07              | Alumni               |                      |
| Navy Warriors        | 43 - 12              | Leones               |                      |

| Fecha 3               | Fecha 3               | Fecha 3               | Fecha 3               |
| 16 y 17 de septiembre | 16 y 17 de septiembre | 16 y 17 de septiembre | 16 y 17 de septiembre |
| Local                 | Resultado             | Visitante             |                       |
| --------------------- | --------------------- | --------------------- | --------------------- |
| Blue Sharks           | 27 - 34               | Leones                |                       |
| Flaming Lions         | 26 - 45               | Navy Warriors         |                       |
| Alumni                | 03 - 68               | Lima                  |                       |

| Fecha 4                         | Fecha 4                         | Fecha 4                         | Fecha 4                         |
| 30 de septiembre y 1 de octubre | 30 de septiembre y 1 de octubre | 30 de septiembre y 1 de octubre | 30 de septiembre y 1 de octubre |
| Local                           | Resultado                       | Visitante                       |                                 |
| ------------------------------- | ------------------------------- | ------------------------------- | ------------------------------- |
| Blue Sharks                     | 05 - 67                         | Flaming Lions                   |                                 |
| Leones                          | 19 - 43                         | Lima                            |                                 |
| Alumni                          | 0 - 39                          | Navy Warriors                   |                                 |

| Fecha 5       | Fecha 5      | Fecha 5       | Fecha 5      |
| 8 de octubre  | 8 de octubre | 8 de octubre  | 8 de octubre |
| Local         | Resultado    | Visitante     |              |
| ------------- | ------------ | ------------- | ------------ |
| Navy Warriors | 29 - 12      | Lima          |              |
| Leones        | 0 - 85       | Flaming Lions |              |
| Blue Sharks   |              | Alumni        |              |

| Fecha 6       | Fecha 6       | Fecha 6       | Fecha 6       |
| 28 de octubre | 28 de octubre | 28 de octubre | 28 de octubre |
| Local         | Resultado     | Visitante     |               |
| ------------- | ------------- | ------------- | ------------- |
| Navy Warriors | 19 - 0        | Blue Sharks   |               |
| Lima          | 33 - 41       | Flaming Lions |               |
| Leones        |               | Alumni        |               |

#### Finales

##### 3º y 4º puesto
| 11 de noviembre | Blue Sharks | 27 - 22 | Lima |  |  |

##### 1º y 2º puesto
| 12 de noviembre | Navy Warriors | 27 - 28 | Flaming Lions |  |  |

| Flaming Lions    |
| Campeón Clausura |

### Final
| 2 de diciembre | Navy Warriors | 39 - 19 | Flaming Lions |  |  |

| Navy Warriors              |
| Campeón nacional 2° título |

## XVs Masculino - Segunda División

### Apertura

#### Clasificación
Actualizado a últimos partidos disputados el 1 de octubre de 2023 
| Pos. | Equipos       | Encuentros | Encuentros | Encuentros | Encuentros | Tantos | Tantos | Tantos | PB | PB | Puntos |
| Pos. | Equipos       | PJ         | PG         | PE         | PP         | F      | C      | Dif    | BO | BD | Puntos |
| ---- | ------------- | ---------- | ---------- | ---------- | ---------- | ------ | ------ | ------ | -- | -- | ------ |
| 1.º  | Unión         | 5          | 4          | 0          | 1          | 214    | 67     | 147    | 4  | 0  | 19     |
| 2.º  | Dragones      | 5          | 3          | 1          | 1          | 170    | 66     | 104    | 3  | 0  | 17     |
| 3.º  | Leones        | 5          | 3          | 0          | 2          | 183    | 114    | 69     | 3  | 0  | 15     |
| 4.º  | Flaming Lions | 5          | 2          | 1          | 2          | 195    | 109    | 86     | 3  | 0  | 13     |
| 5.º  | Lima          | 5          | 1          | 0          | 4          | 70     | 191    | -121   | 1  | 0  | 5      |
| 6.º  | Cruzados      | 5          | 0          | 0          | 5          | 49     | 334    | -285   | 0  | 1  | 1      |

Nota: Se otorgan 4 puntos al equipo que gane un partido, 2 al que empate y 0 al que pierda
Puntos Bonus: 1 punto por convertir 4 tries o más en un partido y 1 al equipo que pierda por no más de 7 tantos de diferencia

#### Resultados
| Fecha 1       | Fecha 1    | Fecha 1    | Fecha 1    |
| 20 de mayo    | 20 de mayo | 20 de mayo | 20 de mayo |
| Local         | Resultado  | Visitante  |            |
| ------------- | ---------- | ---------- | ---------- |
| Leones        | 41 - 17    | Lima       |            |
| Dragones      | 28 - 0     | Unión      |            |
| Flaming Lions | 82 - 12    | Cruzados   |            |

| Fecha 2       | Fecha 2    | Fecha 2    | Fecha 2    |
| 27 de mayo    | 27 de mayo | 27 de mayo | 27 de mayo |
| Local         | Resultado  | Visitante  |            |
| ------------- | ---------- | ---------- | ---------- |
| Flaming Lions | 25 - 25    | Dragones   |            |
| Leones        | 12 - 36    | Unión      |            |
| Cruzados      | 17 - 24    | Lima       |            |

| Fecha 3       | Fecha 3     | Fecha 3     | Fecha 3     |
| 10 de junio   | 10 de junio | 10 de junio | 10 de junio |
| Local         | Resultado   | Visitante   |             |
| ------------- | ----------- | ----------- | ----------- |
| Lima          | 14 - 39     | Unión       |             |
| Flaming Lions | 34 - 20     | Leones      |             |
| Cruzados      | 5 - 52      | Dragones    |             |

| Fecha 4    | Fecha 4    | Fecha 4       | Fecha 4    |
| 8 de julio | 8 de julio | 8 de julio    | 8 de julio |
| Local      | Resultado  | Visitante     |            |
| ---------- | ---------- | ------------- | ---------- |
| Dragones   | 50 - 5     | Lima          |            |
| Unión      | 35 - 17    | Flaming Lions |            |
| Cruzados   | 12 - 79    | Leones        |            |

| Fecha 5     | Fecha 5     | Fecha 5       | Fecha 5     |
| 15 de julio | 15 de julio | 15 de julio   | 15 de julio |
| Local       | Resultado   | Visitante     |             |
| ----------- | ----------- | ------------- | ----------- |
| Unión       | 31 - 22     | Leones        |             |
| Dragones    | 34 - 10     | Flaming Lions |             |
| Cruzados    |             | Lima          |             |

| Fecha 6       | Fecha 6      | Fecha 6      | Fecha 6      |
| 12 de agosto  | 12 de agosto | 12 de agosto | 12 de agosto |
| Local         | Resultado    | Visitante    |              |
| ------------- | ------------ | ------------ | ------------ |
| Flaming Lions | 14 - 36      | Leones       |              |
| Unión         | 23 - 18      | Dragones     |              |

| Unión            |
| Campeón Apertura |

### Clausura

#### Clasificación
Actualizado a últimos partidos disputados el 4 de diciembre de 2023 
| Pos. | Equipos       | Encuentros | Encuentros | Encuentros | Encuentros | Tantos | Tantos | Tantos | PB | PB | Puntos |
| Pos. | Equipos       | PJ         | PG         | PE         | PP         | F      | C      | Dif    | BO | BD | Puntos |
| ---- | ------------- | ---------- | ---------- | ---------- | ---------- | ------ | ------ | ------ | -- | -- | ------ |
| 1.º  | Unión         | 0          | 0          | 0          | 0          | 0      | 0      | 0      | 0  | 0  | 0      |
| 2.º  | Dragones      | 0          | 0          | 0          | 0          | 0      | 0      | 0      | 0  | 0  | 0      |
| 3.º  | Leones        | 0          | 0          | 0          | 0          | 0      | 0      | 0      | 0  | 0  | 0      |
| 4.º  | Flaming Lions | 0          | 0          | 0          | 0          | 0      | 0      | 0      | 0  | 0  | 0      |
| 5.º  | Lima          | 0          | 0          | 0          | 0          | 0      | 0      | 0      | 0  | 0  | 0      |
| 6.º  | Blues         | 0          | 0          | 0          | 0          | 0      | 0      | 0      | 0  | 0  | 0      |
| 7.º  | Wiñay         | 0          | 0          | 0          | 0          | 0      | 0      | 0      | 0  | 0  | 0      |

Nota: Se otorgan 4 puntos al equipo que gane un partido, 2 al que empate y 0 al que pierda
Puntos Bonus: 1 punto por convertir 4 tries o más en un partido y 1 al equipo que pierda por no más de 7 tantos de diferencia

#### Resultados
| Fecha 1             | Fecha 1             | Fecha 1             | Fecha 1             |
| 2 y 3 de septiembre | 2 y 3 de septiembre | 2 y 3 de septiembre | 2 y 3 de septiembre |
| Local               | Resultado           | Visitante           |                     |
| ------------------- | ------------------- | ------------------- | ------------------- |
| Unión               | 27 - 24             | Leones              |                     |
| Blues               | 29 - 22             | Dragones            |                     |
| Wiñay               | 05 - 85             | Flaming Lions       |                     |

| Fecha 2              | Fecha 2              | Fecha 2              | Fecha 2              |
| 9 y 10 de septiembre | 9 y 10 de septiembre | 9 y 10 de septiembre | 9 y 10 de septiembre |
| Local                | Resultado            | Visitante            |                      |
| -------------------- | -------------------- | -------------------- | -------------------- |
| Flaming Lions        | 38 - 08              | Lima                 |                      |
| Blues                | 31 - 22              | Unión                |                      |
| Wiñay                | 00 - 86              | Leones               |                      |

| Fecha 3               | Fecha 3               | Fecha 3               | Fecha 3               |
| 16 y 17 de septiembre | 16 y 17 de septiembre | 16 y 17 de septiembre | 16 y 17 de septiembre |
| Local                 | Resultado             | Visitante             |                       |
| --------------------- | --------------------- | --------------------- | --------------------- |
| Wiñay                 | 07 - 57               | Blues                 |                       |
| Flaming Lions         | 45 - 38               | Leones                |                       |
| Dragones              | 50 - 10               | Lima                  |                       |

| Fecha 4                         | Fecha 4                         | Fecha 4                         | Fecha 4                         |
| 30 de septiembre y 1 de octubre | 30 de septiembre y 1 de octubre | 30 de septiembre y 1 de octubre | 30 de septiembre y 1 de octubre |
| Local                           | Resultado                       | Visitante                       |                                 |
| ------------------------------- | ------------------------------- | ------------------------------- | ------------------------------- |
| Dragones                        | 15 - 25                         | Unión                           |                                 |
| Flaming Lions                   | 34 - 28                         | Blues                           |                                 |
| Leones                          | 41 - 39                         | Lima                            |                                 |

| Fecha 5      | Fecha 5      | Fecha 5      | Fecha 5      |
| 8 de octubre | 8 de octubre | 8 de octubre | 8 de octubre |
| Local        | Resultado    | Visitante    |              |
| ------------ | ------------ | ------------ | ------------ |
| Dragones     | 80 - 10      | Wiñay        |              |
| Leones       | 55 - 46      | Blues        |              |
|              |              |              |              |

| Fecha 6       | Fecha 6       | Fecha 6       | Fecha 6       |
| 28 de octubre | 28 de octubre | 28 de octubre | 28 de octubre |
| Local         | Resultado     | Visitante     |               |
| ------------- | ------------- | ------------- | ------------- |
| Unión         | 84 - 07       | Wiñay         |               |
| Blues         | 43 - 12       | Lima          |               |
| Dragones      | 10 - 54       | Flaming Lions |               |

| Fecha 7            | Fecha 7            | Fecha 7            | Fecha 7            |
| 4 y 5 de noviembre | 4 y 5 de noviembre | 4 y 5 de noviembre | 4 y 5 de noviembre |
| Local              | Resultado          | Visitante          |                    |
| ------------------ | ------------------ | ------------------ | ------------------ |
| Wiñay              | 29 - 33            | Lima               |                    |
| Leones             |                    | Dragones           |                    |
| Unión              |                    | Flaming Lions      |                    |

#### Final
| 11 de noviembre | Flaming Lions | 21 - 12 | Unión |  |  |

| Flaming Lions    |
| Campeón Clausura |

### Final
| 25 de noviembre | Unión | 24 - 22 | Flaming Lions |  |  |

| Unión   |
| Campeón |